# Hélène Diarra
Maïmouna Hélène Diarra, también conocida como Helena Diarra (Segú, Malí, 1955 - 10 de junio de 2021) fue una actriz maliense conocida por interpretar personajes de mujeres mayores. Fue la directora ejecutiva del Fondo Internacional para el Desarrollo de la Jubilación Activa (FIDRA) y vicepresidenta de la Asociación Profesional de Sistemas Financieros Descentralizados de Côte d'Ivoire (Apsfd-CI).

## Biografía
Diarra nació en 1955 en Segou, Malí y quedó huérfana a una edad temprana, siendo criada por sus tíos y su abuela. En 1975 ingresó al Instituto Pedagógico Nacional para obtener el Diploma de Estudios Fundamentales (DEF) en la profesión docente. En 1981 obtuvo el diploma en artes teatrales en el Instituto Nacional de las Artes (INA).

## Carrera profesional
En 2000, apareció como "Aminate" en la película dramática de Michael Haneke, Código desconocido, junto con Aïssa Maïga, Juliette Binoche, Thierry Neuvic y Josef Bierbichler.
En 2004, participó en la película en lengua bambara de Ousmane Sembène, Moolaadé, interpretando el papel de "Hadjatou". La película se presentó en el Ebertfest 2007 y fue nominada al premio "Mejor Película" en el Festival de Cine de Cannes.
En 2006, actuó en la película dramática de Abderrahmane Sissako, Bamako, en la que interpretó el papel de "Saramba", junto con Aïssa Maïga y Tiécoura Traoré.

## Filmografía
| Año  | Título                      | Rol             | Notas                    | Ref.   |
| ---- | --------------------------- | --------------- | ------------------------ | ------ |
| 2011 | Toiles d'araignées          | Nah             | Drama                    | [ 21 ] |
| 2007 | Faro: Goddess of the Waters | Kouta           | Drama                    | [ 22 ] |
| 2006 | Bamako                      | Saramba         | Drama                    | [ 23 ] |
| 2004 | Moolaadé                    | Hadjatou        | Drama                    | [ 24 ] |
| 2000 | Código desconocido          | Aminate         | Drama                    | [ 11 ] |
| 1999 | Genesis ("La Genèse")       | Lea             | Drama                    | [ 25 ] |
| 1997 | Skirt Power ("Taafé Fanga") | Timbé           | Comedia, Drama           | [ 26 ] |
| 1996 | Macadam tribu               | Esposa de Macho | Comedia, Drama           | [ 27 ] |
| 1995 | Guimba the Tyrant           | Meya            | Comedia, Drama, Fantasía | [ 28 ] |
| 1989 | Finzan                      | Helena Diarra   | Drama                    | [ 29 ] |